# Tachychlora explicata
Tachychlora explicata är en fjärilsart som beskrevs av Louis Beethoven Prout 1932. Tachychlora explicata ingår i släktet Tachychlora och familjen mätare. Inga underarter finns listade i Catalogue of Life.